# Symfyseotomi
Symfyseotomi (av grekiska symfysis, blygdfogen, och tome, snitt), är en äldre form av  förlossningsoperation, varvid vid vissa former av bäckenförträngning blygdfogen (symphysis pubis) genomskärs och fostrets utdragning naturliga vägen genom den sålunda klaffande bäckenkanalen möjliggörs.
Den utfördes första gången på levande av Jean-René Sigault 1777 i Paris. I slutet av 1800-talet infördes en annan form av bäckenklyvning, bäckensnitt, pelviotomi, bestående däri, att snittet genom bäckenringen läggs på sidan om blygdfogen, genom ena sidans blygdben (os pubis). Denna operation benämns pubiotomi (av latin pubes, blygd, och tome, snitt) eller hebosteotomi (av grekiska hebe, blygd, och osteon, ben). Den första lyckade operationen av dylikt slag gjordes av Adolphe Pinard 1892, också i Paris. De bäckenutvidgande förlossningsoperationerna hade periodvis varma anhängare och utövades i rätt stor utsträckning. På grund av de faror, som de visat sig medföra för kvinnans mjukdelar och för bäckenets statik, vann de dock aldrig allmän spridning. Då de tidigare stora riskerna med kejsarsnitt minskade i slutet av 1800-talet inskränktes behovet av symfyseotomi eller pubiotomi väsentligt och i Sverige utfördes dessa operationer endast enstaka gånger.

## Irland
På Irland utfördes symfyseotomi långt in på 1900-talet. Mellan 1940- och 1980-talen utfördes operationen på uppskattningsvis 1 500 kvinnor, ofta utan kvinnans samtycke och utan att läkaren informerade henne om vad ingreppet innebar.